# Villaudric
Villaudric (okzitanisch Vilaudric) ist eine französische Gemeinde im Département Haute-Garonne in der Region Okzitanien. Sie gehört zum Arrondissement Toulouse und zum Kanton Villemur-sur-Tarn. Die 1.649 Einwohner (Stand: 1. Januar 2022) werden Villaudricains genannt.

## Geographie
Villaudric liegt etwa 25 Kilometer nördlich von Toulouse. Umgeben wird Villaudric von den Nachbargemeinden Villemur-sur-Tarn im Norden und Osten, Bouloc im Süden sowie Fronton im Westen.

## Geschichte

### Das Massaker vom 20. August 1944
Am 20. August 1944 befanden sich die deutschen Truppen auf dem Rückzug aus der von der Résistance angegriffenen und eingenommenen Stadt Toulouse. In Villaudrice trafen sie zufällig auf einen Lastwagen mit drei Maquisards.

« Le feu est ouvert. Le chauffeur du camion, Alain de Falguières, FFI de Fronton, meurt carbonisé. Les soldats allemands se répandent alors dans la commune et entrent dans le café du village. Ils les font sortir et abattent 16 innocents. Trois autres habitants seront tués à leur domicile alors qu’une pluie de balle s’abat dans les rues du village, tuant le petit André Marrot, 10 ans et Anne Cladet alors qu’elle fermait ses volets. »

„Das Feuer wird eröffnet. Der Fahrer des Lastwagens, Alain de Falguières, ein Angehöriger der FFI aus Fronton, stirbt an den Folgen der Verbrennungen. Die deutschen Soldaten verteilen sich daraufhin in der Gemeinde und betreten das Café des Dorfes. Sie holen [die Anwesenden] heraus und erschießen 16 unschuldige Menschen. Drei weitere Einwohner werden in ihren Häusern getötet, während ein Kugelhagel auf die Straßen des Dorfes niedergeht und den 10-jährigen André Marrot und Anne Cladet tötet, als sie ihre Fensterläden schließt.“

## Bevölkerungsentwicklung

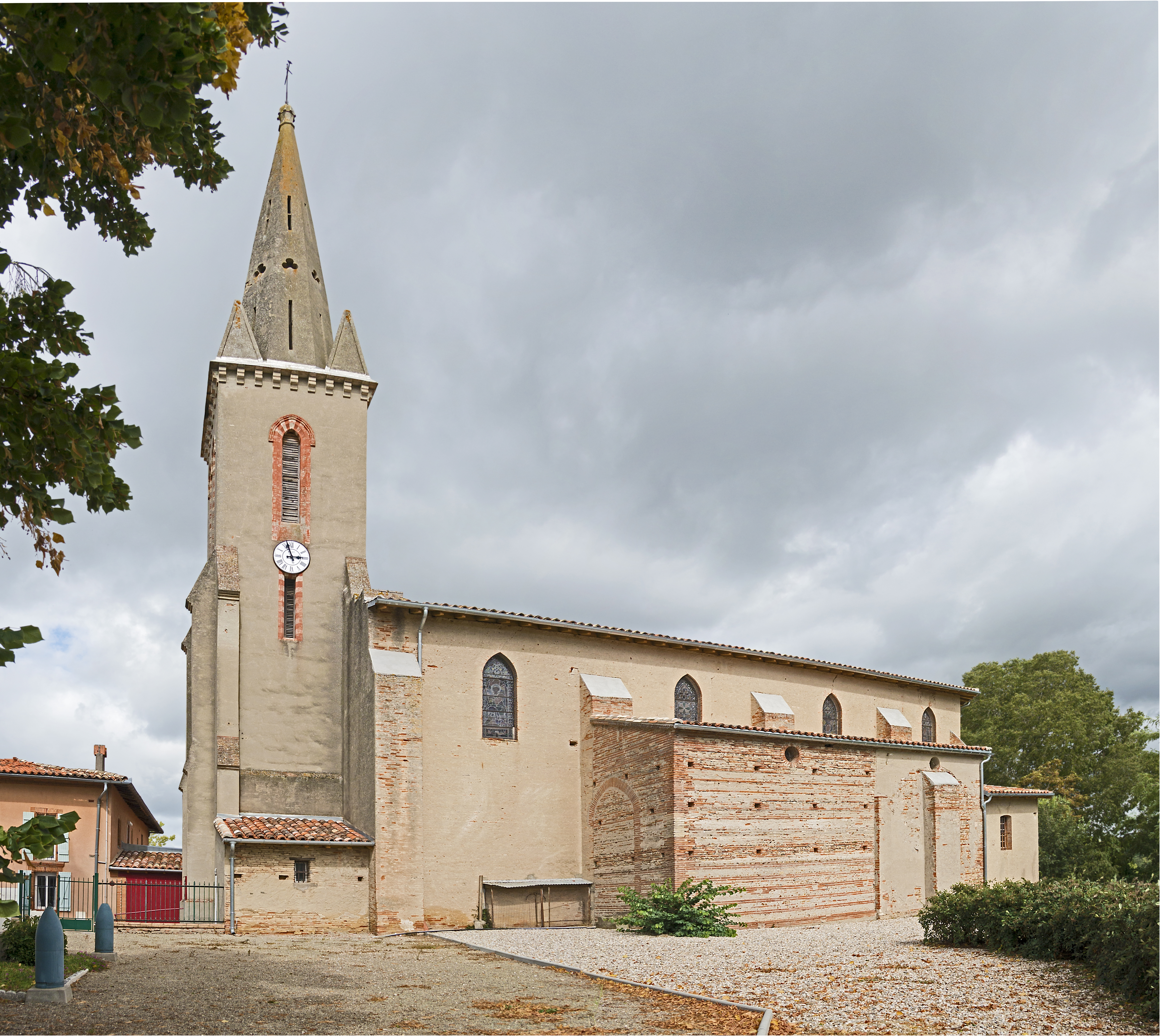
Kirche Sainte-Foy

| Jahr                       | 1962 | 1968 | 1975 | 1982 | 1990 | 1999 | 2010 | 2020 |
| Einwohner                  | 453  | 537  | 636  | 722  | 978  | 1115 | 1398 | 1599 |
| Quellen: Cassini und INSEE |      |      |      |      |      |      |      |      |

## Sehenswürdigkeiten
- Kirche Sainte-Foy
- Schloss